# Indagine a ritroso
Indagine a ritroso (Devil at Your Elbow) è un thriller dello scrittore britannico D.M. Devine, pubblicato nel 1966.
Il libro è stato tradotto in tedesco, norvegese, giapponese, oltre che in italiano.

## Trama
A causa di una lettera anonima, il professor Haxton (dell'Università di Hardgate) rischia il licenziamento con l'accusa di malversazioni. Deciso a non farsi sopraffare, l'uomo rivanga una vecchia storia mai chiarita: otto anni prima, nel 1958, una studentessa di nome Vera Stephens era morta in seguito a un aborto clandestino e non si era mai scoperto chi fosse il seduttore che aveva pagato l'operazione. Ora Haxton è deciso a indicare il responsabile. Volendo far luce sulla vicenda passata, la giovane Karen si è portata a casa l'incartamento, ma viene aggredita da qualcuno nel buio del cottage che condivide con Lucille Provan. Karen si riprende soccorsa da Lucille e da Peter Bream, fidanzato dell'amica e giovane direttore di un pensionato universitario.
Il padre di Peter, grande matematico, era stato indicato come seduttore della giovane morta, ma Haxton dichiara di sapere chi era coperto dal professor Bream, morto nel frattempo dopo essere impazzito. Perciò, quando Haxton è trovato cadavere in apparenza avvelenato dal gas, la polizia presto accantona la tesi del suicidio e inizia un'indagine per assassinio. Da Haxton, la sera prima della sua morte, era andato Peter a giocare a scacchi e più tardi Lucille. Su di lei gravano i sospetti più pesanti perché si scopre che è sorella di Vera Stephens (ha assunto il cognome del patrigno) ed è l'autrice della lettera anonima che ha innescato il procedimento contro Haxton. I sospetti aumentano quando, nel compiere una goliardata (coprire il ritratto di un docente con una caricatura), Ken Bakewell, uno studente imparentato con Lucille, è colpito mortalmente con un affilatissimo tagliacarte. La studentessa che era con Ken non ha potuto vedere nulla.
Ancora una volta Lucille è nel mirino del commissario di polizia, ma la sua amica Karen e il professor Loudon, preside della facoltà di legge, si adoperano per arrivare alla verità. Anche Peter vuole cercare documenti sulla tragedia di otto anni prima, benché la posizione di suo padre, se colpevole, gli costerebbe la reputazione. Così va con Lucille a trovare la madre in Irlanda, poi, con l'indolenza che lo contraddistingue, differisce l'esame della corrispondenza paterna, dando così il tempo alla madre di bruciare tutte le carte. I due non si trattengono oltre e, al loro ritorno, trovano Karen impegnatissima a organizzare l'insediamento del nuovo rettore. L'evento si rivela molto complesso perché sono arrivate alcune lettere anonime che minacciano di morte il nuovo arrivato. Loudon, affezionatosi a Karen, non risparmia le precauzioni e la cerimonia riesce alla perfezione grazie alle doti di Karen. Ma una ragazza dell'organizzazione avvisa Karen che Loudon la sta aspettando in biblioteca e che vuole essere immediatamente raggiunto.
La giovane cade nel tranello e, resasi conto che è stata ingannata, afferra un fermacarte dalla scrivania di Loudon. Pensando di vivere i suoi ultimi momenti, arriva a comprendere chi è l'assassino di Haxton e Ken: poi segue lo scontro con l'uomo armato, che lei riesce a colpire con il fermacarte e solo dopo che quello è rotolato dalle scale, si rende conto di essere ferita. Quello che Karen ignora è che Lucille ha fornito, dopo abili ricerche, il nome del colpevole alla polizia: è Peter, il suo fidanzato: aggressore di Karen, aveva sottratto vari documenti dalla casa delle due ragazze; assassino di Haxton perché questi avrebbe rivelato che a suo tempo il professor Bream proteggeva il figlio (seduttore di Vera); assassino di Ken che lo aveva sorpreso in biblioteca a forzare un mobile, luogo dove sarebbe tornato per sottrarre altri documenti. Disperato per le cerimonie che avevano riportato in città altri vecchi testimoni, Peter aveva tentato, con lettere anonime, di impedire l'insediamento.
Ma Lucille non ha dubitato di quale fosse il suo dovere e si è rinchiusa in un silenzio quasi disumano, mentre Loudon e Karen possono finalmente sperare in un futuro che li unisca.

## Personaggi
- Graham Loudon, preside di facoltà.
- Edward Haxton, insegnante universitario.
- Fred Milligan, insegnante universitario.
- Edgar Simmonds, insegnante universitario.
- professor Chisholm, insegnante universitario.
- Errol Humphreys, segretario
- Ivor Matthews, economo.
- Elsa Matthews, moglie di Ivor.
- Lucille Provan, assistente universitaria.
- Peter Bream, fidanzato di Lucille.
- Desmond Bream, defunto padre di Peter.
- Karen Westall, amica di Lucille.
- Kenneth Bakewell, studente, imparentato con Lucille.
- sovrintendente Hulbert, capo della polizia investigativa.
- ispettore Charles Finney, subalterno di Hulbert.

## Edizioni in italiano
- Devine, D. M. Indagine a ritroso, collana Il Giallo Mondadori n. 995, Milano: 1968
- Devine, D. M. Indagine a ritroso, traduzione di Mario Fanoli, collana I Classici del Giallo Mondadori n. 1393, Milano: 2017